# João de Deus Pires
João de Deus Pires, mais conhecido como Capitão João de Deus Pires MPCE (? - Dezembro de 1938), foi um militar português.

## Biografia

### Vida
Faleceu em Dezembro de 1938.

### Carreira militar
Exerceu como parte do corpo de polícia em Macau; foi ordenado, por um Decreto de 10 de Fevereiro de 1893, como Alferes na Guarnição do Estado Português da Índia, tendo chegado àquela região em 6 de Junho. A 16 de Novembro de 1894, tornou-se Chefe da 1.ª Divisão do Batalhão de Infantaria, da Companhia de Polícia Civil. No ano seguinte, partiu para a metrópole, para estar presente na Junta de Saúde Naval a 7 de Março. Em 6 de Abril, passou ao Quadro das Comissões, e, a 25 de Setembro, regressou à Índia, tendo ingressado na Companhia de Polícia de Nova Goa em 1 de Outubro. No dia 21, realizou o reconhecimento de Amonã, na província de Satary, Goa Norte, e participou nas operações naquela região entre os dias 31 de Outubro e 23 de Dezembro, tendo combatido em Gutnem a 4 de Novembro.
Entre 14 de Fevereiro e 8 de Março de 1896, fez parte das operações na província de Embarbosem, tendo entrado em combate no desfiladeiro de Ambégante a 17 de Fevereiro. Um Decreto Provincial de 28 de Setembro tornou-o Tenente na Guarnição de Mormugão, tendo sido integrado na Companhia de Polícia daquela cidade. A 1 de Janeiro de 1897, entrou no Quadro das Comissões, e foi nomeado Adjunto do Estado-Maior do Comando-em-Chefe. A Ordem do Exército n.º 18, de 1897, exonerou-o a 5 de Outubro, tendo sido colocado, no mesmo dia, no Batalhão de Infantaria. No dia 1 de Janeiro do ano seguinte, foi integrado nas Companhias de Infantaria de Damão, e foi nomeado, pela Portaria n.º 206, de 30 de Março de 1898, como Secretário do Governo de Damão e Administrador do Concelho.
Foi, posteriormente, exonerado de ambos os cargos, tendo seguido para São Tomé e Príncipe, aonde foi nomeado Administrador interino dos Correios, Telégrafos e Telefones, e como Secretário de uma Comissão que foi reunida para unir num só diploma os Regulamentos e outras disposições relativas àqueles dois serviços. Exonerado daquelas posições pelas Portarias Provinciais n.os 16 e 19, de 11 de Janeiro de 1899, passou a exercer como Ajudante do Major Inspector da Companhia de Guerra. Fez parte, igualmente, de uma Comissão encarregada de escrever o regulamento para a padaria militar, e exerceu como Pagador das Obras Públicas, posição da qual seria posteriormente retirado, a seu pedido. Foi exonerado do posto de Ajudante, tendo sido nomeado como Promotor de Justiça Militar pela Portaria Provincial n.º 263. Exerceu, igualmente, como Chefe interino da Repartição da Fazenda Militar, Encarregado do Material de Guerra, e Comandante do Corpo de Polícia Civil.
Em 1900, viajou para a metrópole, para estar presente na Junta de Saúde do Ultramar, a 26 de Agosto, tendo regressado a São Tomé e Príncipe a 8 de Maio do ano seguinte. Foi, posteriormente, nomeado como Chefe da Repartição Militar, Ajudante-de-Campo do Governador, Comandante interino do Corpo de Polícia Civil, e como 31.º Governador da Fortaleza de São João Baptista de Ajudá de 190? a 1905. Regressou a São Tomé e Príncipe por ordem do Boletim Militar do Ultramar de 1906, tendo exercido como Defensor Oficioso dos Conselhos de Guerra, no Quadro das Comissões daquela província, e como Condutor Auxiliar de Obras Públicas. Posteriormente, em 1906, regressou à Fortaleza de Ajudá como Comandante e 33.º Governador, posição da qual seria exonerado. Foi promovido a Capitão por Decreto de 6 de Maio de 1909; nesse ano, voltou à metrópole para uma Junta de Saúde, a 22 de Junho. Foi colocado na província de Moçambique, tendo desembarcado em Lourenço Marques a 3 de Março de 1910, tendo sido, no mesmo dia, nomeado Comandante da 4.ª Companhia Indígena de Infantaria.

### Homenagens
Foi homenageado com a Medalha de Prata Rainha Dona Amélia da Expedição à Índia em 1895, com a Medalha de Prata de Comportamento Exemplar, e foi feito Cavaleiro da Ordem da Estrela Negra do Daomé.
Foi louvado pelo Boletim Militar do Ultramar n.º 11, de 4 de Novembro de 1896, pelo Decreto Provincial n.º 33, de 11 de Fevereiro, e pela Ordem do Exército n.º 8 de 1897. Recebeu, igualmente, um louvor pelo Decreto Provincial n.º 64 pela sua conduta durante um incêndio nas cavalariças do Esquadrão de Lanceiros, e outro pela Portaria Provincial n.º 361, de 29 de Setembro, pela forma como cumpriu as suas funções na comissão da padaria militar.